# Lapatinib
Lapatinib is een antitumoraal medicament dat sinds 2007 op de markt is onder de merknaam Tyverb® tegen uitgezaaide borstkanker nadat al eerder een antracycline, een taxaan en trastuzumab zijn gegeven. Het middel remt de tyrosinekinaseactiviteit van de HER2-receptor, human epidermal growth factor receptor type 2, en van de epidermal growth factor receptor. Bij ongeveer 15-20% van de vrouwen met borstkanker wordt de HER2 receptor gevonden in de tumorcellen. Het medicijn wordt gegeven als tablet. In een studie waar lapatinib samen werd gegeven met capecitabine bleek de tumor na gemiddeld ruim 8 maanden weer verder te groeien vergeleken met circa 4 maanden als capecitabine alleen werd gegeven.

## Bijwerkingen
De meest voorkomende bijwerkingen zijn buikklachten, vermoeidheid en huiduitslag en in mindere mate slijmvliesontstekingen en pijn in armen, benen of rug. Ook kan de hartfunctie worden aangetast.

## Waarschuwing na registratie
In december 2012 maakte de fabrikant GlaxoSmithKline bekend dat uit twee vergelijkende onderzoeken is gebleken dat onder bepaalde omstandigheden behandelingen met lapatinib (Tyverb) minder werkzaam zijn dan behandelingsregimes met trastuzumab (Herceptin). De verminderde werkzaamheid trad vooral op bij patiënten die niet eerder waren blootgesteld aan trastuzumab.